# Fiona Dolman
 (avril 2020).
Si vous disposez d'ouvrages ou d'articles de référence ou si vous connaissez des sites web de qualité traitant du thème abordé ici, merci de compléter l'article en donnant les références utiles à sa vérifiabilité et en les liant à la section « Notes et références ».
Fiona Dolman, née le 30 janvier 1970, est une actrice écossaise principalement connue pour avoir joué dans les séries télévisées Heartbeat (1998-2001), The Royal Today (2008), et pour le rôle de Sarah Barnaby dans Inspecteur Barnaby (Midsomer Murders) depuis 2011.

## Biographie
Les parents de Fiona sont Rosemary et Gordon Dolman. Elle a déménagé à Gibraltar lorsque son père y a été affecté en tant que pilote de la RAF. Elle a remporté des prix aux championnats féminins de planche à voile à l'âge de 14, 15 et 16 ans. Elle est la plus jeune d'une fratrie de quatre enfants.
Fiona Dolman a été mariée au réalisateur Martin James Curry, qui travaillait sur la série Heartbeat (en) en tant qu'assistant réalisateur, où leur première rencontre a eu lieu. Elle est devenue maman d'une petite fille en 2013.
Elle commence sa carrière par une apparition dans la série Crime Stories en 1993.
En 1998, elle joue dans 5 épisodes dans la série de vampires Ultraviolet sur Channel 4
Dans la série Heartbeat (1998-2001), son personnage de Jackie Lambert/Bradley est avocate et épouse du chef de la police Mike Bradley. On peut la voir y conduire une Hillman Imp bleue (129 EWR) puis une Sunbeam Alpine verte (LVY666F). Elle quitte la série quand elle avoue à Mike qu'elle a rencontré quelqu'un d'autre.
En 2008, elle joue le rôle de Pamela Andrews dans la série dramatique quotidienne d'ITV, The Royal Today, spin-off de The Royal.
Fiona Dolman est brièvement apparue dans l'émission Paradox sur la BBC en 2009. Elle est également apparue dans la série de la BBC Waterloo Road en août 2010 en tant que sergent de police.
Depuis avril 2011, Fiona Dolman a tourné dans plus de 50 épisodes de la série Inspecteur Barnaby (Midsomer Murders). Elle y joue le rôle de Sarah Barnaby, épouse de l'inspecteur John Barnaby et directrice de l'école Causton Comprehensive School. En 2020, elle déclare dans un entretien au journal français Ouest-France : "Le personnages de Sarah est l'un des plus sympathiques qu’il m’ait été donné de jouer. Elle est à la fois naturelle, indépendante, dévouée, empathique, plutôt joyeuse et peu encline à se contenter d’accompagner ou de satisfaire. Ce n’est pas un rôle principal, mais c’est un vrai personnage féminin, écrit et pensé pas uniquement pour mettre John Barnaby en valeur, mais pour se suffire à lui-même".
En même temps, elle a fait des apparitions dans diverses séries télévisées : The Syndicate (2013), Da Vinci's Demons (2013), In the Club (2016), Casualty (2016)
En 2019, Fiona Dolman a terminé le marathon de Londres qu'elle a couru en mémoire de son père et a collecté une somme substantielle pour Hospice UK, dont elle est l'une des ambassadrices.